# NGC 718
NGC 718 is een balkspiraalstelsel in het sterrenbeeld Vissen. Het hemelobject werd op 13 december 1784 ontdekt door de Duits-Britse astronoom William Herschel.

## Synoniemen
- PGC 6993
- UGC 1356
- MCG 1-5-41
- ZWG 412.39
- KARA 68
- IRAS01506+0357